# Maltesische Badmintonmeisterschaft 1974
Die Maltesische Badmintonmeisterschaft 1974 fand im Frühjahr 1974 statt. Es war die 15. Austragung der nationalen Meisterschaften von Malta im Badminton.

## Titelträger
| Disziplin    | Sieger                     |
| ------------ | -------------------------- |
| Herreneinzel | Vincent Curmi              |
| Dameneinzel  | nicht ausgetragen          |
| Herrendoppel | Vincent Curmi Alfred Galea |
| Damendoppel  | nicht ausgetragen          |
| Mixed        | Kenneth Wain Simone Vella  |